# 西山 (宮若市・古賀市)
西山（にしやま）とは、福岡県宗像地方の宮若市山口地区と古賀市小野地区の市境に位置する標高644.6mの山である。犬鳴山系で、鮎坂山とも呼ばれる。

## 概要
この西山を中心に福津市・宗像市・宮若市・糟屋郡久山町・糟屋郡篠栗町にかけて断層が走っている。宮若市内の宮若西小学校、宮若西中学校の校歌の歌詞に西山の名が入っている。
遠賀川水系犬鳴川の源流であり、南側の麓には犬鳴ダムと犬鳴御別館がある。

## アクセス
小野側からは、西鉄バス宗像の「こもの」バス停より徒歩である。